# ورزشگاه رومئو منتی (ویچنزا)
ورزشگاه رومئو منتی (به ایتالیایی: Stadio Romeo Menti) ورزشگاهی چند منظوره در شهر ویچنزا در کشور ایتالیا است.
بازی‌های خانگی باشگاه فوتبال ویچنزا در این ورزشگاه برگزار می‌شود.